# Tigrinya (Sprache)
Tigrinya (äthiopische Schrift ትግርኛ, tǝgrǝñña, auch Tigrinnya, italienisch Tigrino), deutsch Tigrinisch, ist eine semitische Sprache, die in Äthiopien und Eritrea gesprochen wird. Sie ist zusammen mit der altäthiopischen Sprache aus einer gemeinsamen älteren Vorform entstanden. Die Sprecher dieser Sprache werden heute in Äthiopien Tigray und in Eritrea Tigrinya genannt.
Das Tigrinya ist nicht zu verwechseln mit der in Eritrea und im Sudan gesprochenen, eng verwandten äthiosemitischen Sprache Tigre.

## Bezeichnungen der Sprache
Die Sprachbezeichnung Tigrinya setzt sich aus dem Wort Tigre und der Endung -ɲɲa zusammen, die dem deutschen „-isch“ (wie im Wort „Englisch“) entspricht. Ältere lokale Sprachbezeichnungen, die heute nur noch auf dem Land gebräuchlich sind, sind Qwanqwa Habescha („Sprache der Abessinier“) oder vereinfachend Habescha oder, vor allem in Tigray, Qwanqwa Tigray („Sprache von Tigray“). Die alte Volksbezeichnung der Tigrinyabevölkerung ist Habescha. Tigray, wovon sich die moderne Sprachbezeichnung ableitet, ist ursprünglich ein rein geographischer Begriff und bezieht sich auf das alte Zentrum Tigrays, die Region um Aksum, die heilige Stadt der äthiopisch-orthodoxen Kirche.
Die Sprachbezeichnung Tigrinya wird heute in Eritrea auch als Bezeichnung für die Tigrinya sprechende Bevölkerung verwendet, die eine der offiziellen neun ethnischen Gruppen des Landes darstellt. Die auf äthiopischem Staatsgebiet lebenden Tigrinya-Sprecher, die vor allem in Tigray leben, werden offiziell Tigray genannt, nicht Tigrinya.

## Verbreitung
Der älteste überlieferte Text des Tigrinya stammt aus dem 13. Jahrhundert und handelt vom Gewohnheitsrecht in einer Region. Im Vergleich dazu sind die ältesten erhaltenen Texte auf Amharisch Lieder und Gedichte aus dem 14. Jahrhundert. Tigrinya war bereits 1952–58 zusammen mit Arabisch Amtssprache in der teilautonomen Region Eritrea im Kaiserreich Abessinien. Heute ist es neben acht anderen Sprachen Nationalsprache und de facto zusammen mit Arabisch die bedeutendste offizielle Sprache. Tigrinya ist Arbeitssprache im äthiopischen Regionalstaat Tigray.
Von den weltweit 9 Mio. Sprechern leben ca. 4,5 Mio. in Tigray und anderen Regionen Äthiopiens sowie ca. 2,5 Mio. im nördlichen Nachbarland Eritrea.

## Schrift

Landesname Eritreas auf Tigrinya in äthiopischer Schrift (Hagärä Ertra)

Eine endgültige Verschriftlichung der Sprache erfolgte erst zu Beginn des Zweiten Weltkrieges auf Basis der altäthiopischen Schrift. Erste Tigrinya-Manuskripte sind allerdings bereits aus dem frühen 19. Jahrhundert bekannt. Eine erste Tigrinya-Literatur entwickelte sich aus den Tigrinya-Bibelübersetzungen seit den 1860er Jahren.

## Vokabular
Während der italienischen Kolonialzeit in der Kolonie Eritrea haben zahlreiche Wörter italienischen Ursprungs – wie forchetta, macchina und cancello – Eingang in die Sprache Tigrinya gefunden.